# Callirhipis miwai
Callirhipis miwai is een keversoort uit de familie Callirhipidae. De wetenschappelijke naam van de soort is voor het eerst geldig gepubliceerd in 1985 door Nakane.